# Kasan-khanatet
Kasan-khanatet var en Tatar-stat, som lå i de tidligere Volga-bulgarske områder fra 1438 til 1552. Hovedstaden i riget var Qazan (Kasan). Kasan-khanatet omfattede det, som i dag er Republikken Tatarstan, Republikken Marij El, Republikken Tjuvasjien, Republikken Mordovija samt dele af Republikken Udmurtien og Republikken Basjkortostan.
Et khanat er en stat styret af en khan.

## Historie
Kasan-khanatet blev stiftet af Olug Mokhammad i 1437 eller 1438, med hjælp fra den lokale adel. Under Mokhammads styre og senere under sønnen Maxmud blev Storfyrstendømmet Moskva angrebet flere gange, blandt andet blev Vasilij 2. taget til fange efter et slag ved Suzdal og måtte købes fri fra Kasan-khanen.
I juli 1487 besatte Ivan 3. af Moskva Kasan og satte marionetten Möxämmädämin på tronen. Kasan-khanatet blev der efter et protektorat under Moskva, og russiske handelsfolk fik ret til at handle frit i khanatet. Dette førte til flere resultatløse oprør fra folk, som ønskede en union med enten det Osmanniske Rige eller Krim-khanatet.
I 1521 brød Kasan sig fri fra det russiske styre, og gik sammen med nabostaterne i krig mod Moskva. Dette førte til, at khan Muhamed Giray kunne hjembringe 150.000 russiske slaver.
I 1552 gik Kasan-khanatet under. En russisk hær under ledelse af Ivan den grusomme belejrede byen, og efter to måneder faldt den. Ivan lod byen afbrænde og lod befolkningen dø eller fordrev den. Samtidige kilder angiver 110.000 dræbte tatarer, og at 60.000-100.000 tilfangetagne russere blev befriet. Kasan-khanatet blev der efter indlemmet i Rusland samtidig med, at etniske russere flyttede ind og overtog byen.